# 미디어 심리학
미디어 심리학은 인간 행동 과 미디어 및 기술의 상호 작용에 초점을 맞춘 심리학의 한 분야이자 전문 분야이다. 미디어 심리학은 매스미디어 나 미디어 콘텐츠에만 국한되지 않으며 여기에는 사용, 디자인, 영향 및 공유 행위와 같은 모든 형태의 매개 커뮤니케이션 및 미디어 기술 관련 행위가 포함된다. 이 분야는 기술 발전으로 인해 상대적으로 새로운 연구 분야이며 다양한 비판적 분석 및 조사 방법을 사용하여 미디어 경험에 대한 사용자 인식에 대한 작업 모델을 개발한다. 특히 이러한 방법은 사회 전체와 개인을 위해 사용되는데 실제로 미디어 심리학자는 텔레비전, 비디오 게임, 영화, 뉴스 방송 등 다양한 미디어에서 컨설팅, 디자인, 제작을 포함한 활동을 수행할 수 있다. 또한 미디어 심리학자는 해당 분야에 연구, 작업 또는 기여하는 사람이 아니라 미디어에 등장하는 사람(예: 상담사-심리치료사, 임상의 등)으로 간주되지 않는다.

## 역사
심리학 자체 분야는 물론이고 미디어 연구, 커뮤니케이션 과학, 인류학, 교육, 사회학 등 수많은 분야와 겹치는 부분이 많이 있다. 특히 '미디어 심리학'으로 간주되는 연구의 대부분은 학문과 응용 분야 모두에서 다른 분야에서 나왔는데 그 시작은 1920년대에 마케팅, 광고 및 홍보 전문가들은 소비자 행동 과 상업적 응용에 대한 동기에 대한 연구부터이다. 특히 제2차 세계대전 중 매스미디어의 사용은 매스미디어 메시징에 대한 학문적 관심을 불러일으켰고 커뮤니케이션 과학이라는 새로운 분야를 탄생시켰다(Lazarsfeld & Merton, 2000). 그 후 미디어 심리학 분야는 텔레비전이 미국 가정에서 대중화되던 1950년대에 두각을 나타냈으며 심리학자들은 어린이와 그들의 텔레비전 시청에 대한 광범위한 사회적 우려에 대응하기도 했다. 예를 들어, 연구자들은 텔레비전 시청이 어린이의 읽기 능력에 미치는 영향을 연구하기 시작하고 나중에 그들은 폭력적인 텔레비전 시청이 어린이의 행동에 미치는 영향, 예를 들어 어린이가 반사회적 행동을 보이거나 자신이 보고 있는 폭력적인 행동을 모방할 가능성이 있는지를 연구하기 시작했다. 이러한 사건으로 인해 1987년 미국심리학회의 새로운 부서가 창설되었는데 미디어 심리학 부문인 Division 46(현재 APA 미디어 심리학 및 기술 협회)으로 현재 미국 심리학 협회 에서 가장 빠르게 성장하는 부문 중 하나이다. 오늘날의 미디어 심리학자들은 휴대폰 기술, 인터넷, 새로운 장르의 텔레비전 과 같이 최근 몇 년간 등장한 레거시 미디어 형식과 새로운 미디어 형식을 모두 연구하며 미디어 심리학자들은 또한 사람들이 어떻게 영향을 받는지에 관여하고 증강 현실 (AR) 및 가상 현실 (VR)과 같은 기술 설계와 VR을 사용하여 외상 피해자를 돕는 것과 같은 모바일 기술로부터 이익을 얻을 수 있다.

## 이론
미디어심리학의 이론에는 사용자의 주변 환경에 대한 경험과 관련한 사용자의 인식, 인지, 인문학적 구성요소가 포함된다. 미디어 심리학자들은 또한 발달 및 서술 심리학과 신경과학의 새로운 발견을 활용하는데 심리학의 이론과 연구는 미디어 심리학의 중추로 사용되며 학문 자체를 연구한다. 특히 미디어에 적용되는 심리학 이론에는 텍스트, 그림, 기호, 비디오 및 사운드와 같은 다양한 차원이 포함되고 감각 심리학, 시각 및 언어 의사소통을 위한 기호학 및 의미론, 사회 인지 및 신경과학은 미디어 심리학 분야 연구에서 다루어지는 분야 중 하나이다. 미디어 심리학에 사용되는 몇 가지 이론은 다음과 같다.

### 정서적 성향 이론(ADT)
정서적 성향 이론 의 개념은 다양한 형태의 미디어 콘텐츠에 대한 사용자의 관점과 주의 집중 내에서의 차이점을 차별화하는 데 사용된다. 이 이론은 감정을 중심으로 하는 네 가지 구성 요소로 구성되는데 그 네 가지 구성은 다음과 같다.
(1) 미디어는 캐릭터에 대한 개인의 감정 과 의견에 기반을 두고 있다.
(2) 미디어 콘텐츠는 개인의 즐거움과 감상에서 비롯된다.
(3) 개인은 캐릭터에 대해 감정을 형성한다.
(4) 미디어는 인물 간의 갈등과 개인이 갈등에 반응하는 방식에 의존한다.

### 시뮬레이션 이론(ST)
시뮬레이션 이론 은 정신 시뮬레이션이 사용자를 둘러싼 외부 정보를 완전히 배제하지 않는다고 주장한다. 오히려 중재된 자극은 시뮬레이션을 실행하기 위해 사용자의 이미지와 기억으로 재구성된다. 이는 사용자가 기술을 사용하지 않고도 이러한 경험을 형성할 수 있는 이유를 설명하는데 구성과 내부 처리의 관련성을 지적하기 때문이다.

### 놀이의 심리학적 이론
놀이의 심리학 이론은 미디어 엔터테인먼트의 개념에 보다 일반적인 틀을 적용한다. 이 아이디어는 잠재적으로 존재를 가리키는 보다 개념적인 연결을 제공한다. 놀이 활동은 오락물 사용에 있어 일관된 결과를 보여준다. 이 이론은 놀이가 세 가지 주요 측면을 특징으로 하는 행동 유형이라고 말한다.
1. 그것은 본질적으로 동기가 부여되어 있고 매우 매력적이다.
2. 이는 플레이어가 플레이하는 동안 추가적인 현실을 구성하므로 인지된 현실의 변화를 의미한다.
3. 자주 반복된다.

놀이의 심리학적 이론은 스티븐슨 (Stephenson), 프로이트( Freud ), 피아제( Piaget ), 비고츠키( Vygotsky) 와 같은 저명한 사람들의 설명에 기초하고 있다. 특히 개인이 자신의 만족을 위해 미디어를 어떻게 활용하는지, 그 내용에 따라 미디어가 개인의 삶 속에서 어떻게 변화하는지에 기초한 이론이며 여기서의 놀이는 즐거움을 위해 사용되며 독립적인 개념이다. 사람들은 환경 내에서 보는 것과 관련될 수 있기 때문에 미디어의 부정적인 영향과 긍정적인 영향을 모두 받는데 다양한 형태의 놀이를 더 깊이 살펴보면, 가상 놀이의 초기 버전이 어린이의 통제 욕구와 현재 환경에 영향을 미치려는 욕구를 보여준다는 것이다. 특히 이 이론은 놀이가 다양한 형태로 인간에게 미치는 매력을 설명하고 있다. 느낌을 재현하는 비디오 게임에서 플레이어는 게임 세계 내에서 취하는 행동에 대해 책임을 지며 이를 통해 플레이어는 성공적이고 강력한 느낌을 받을 수 있다. 이는 비디오 게임 내에서 자기 효율성과 숙련도의 느낌을 재현하기도 하며 패배의 경험도 재현된다. 게다가 패배할 경우 플레이어는 자신의 실수를 자신 외에는 누구에게도 탓할 수 없다. 이런 욕구들은 모두 놀이에서 오는 즐거움의 몇 가지 측면을 설명한다.

## 주요 기여자
미디어 심리학의 주요 공헌자로는 Marshall McLuhan, Dolf Zillmann, Katz, Blumler 및 Gurevitch, David Giles 및 Bernard Luskin이 있다. 마샬 맥루한(Marshall McLuhan)은 1930년대부터 1970년대까지 미디어 분석 및 기술 분야에서 활동한 캐나다 커뮤니케이션 철학자이며 그는 1963년 토론토 대학교 총장에 의해 기술과 미디어의 심리적, 사회적 결과를 연구하기 위한 새로운 문화 기술 센터를 설립하도록 임명되었다. 특히 미디어 심리학과 관련된 맥루한의 유명한 말은 “ 미디어는 메시지이다 ”이다. 이 McLuhan의 유명한 발언은 미디어가 본질적으로 위험하다는 개념을 암시했으며, "기술 결정론"이라고 불리는 미디어에 대한 맥루한의 이론은 다른 사람들이 미디어를 연구할 수 있는 길을 열어줄 것이라는 기대가 있다.
Dolf Zillmann은 감정의 2요인 모델을 발전시켰다. 감정의 두 가지 요소는 감정이 심리적 요소와 인지적 요소를 모두 포함한다고 제안했으며 Zillmann은 폭력 매체의 효과에 대한 설명을 확립함으로써 "흥분 전달" 이론을 발전시켰다. 또한 Zillmann의 이론은 시청자가 공격적인 장면을 볼 때 생리적으로 자극을 받는다는 개념을 제안했는데 이는 공격적인 장면을 본 후, 그 장면의 각성으로 인해 개인은 공격적으로 변하게 된다는 것이다.
1974년 Katz, Blumler, Gurevitch는 이용과 만족 이론을 사용하여 미디어 심리학을 설명했다. Katz, Blumler 및 Gurevitch는 이론의 다섯 가지 구성 요소를 발견했는데 이는 다음과 같다.
(1) 미디어는 만족의 원천과 경쟁하고,
(2) 매스미디어의 목표는 데이터와 연구를 통해 발견될 수 있고,
(3) 미디어는 청중 안에 있으며,
(4) 청중은 활동적인 것으로 인식되고,
(5) 판단력이 있다.
특히 대중매체의 내용은 청중이 스스로 미디어와 그 내용을 처리할 시간을 가질 때까지 표현되어서는 안 됩된다고 밝혔다. 이후 Katz, Blumler 및 Gurevitch는 미디어의 청중 만족이 세 가지 요소, 즉 미디어의 내용, 미디어 노출, 다양한 미디어 노출을 나타내는 사회적 맥락에 뿌리를 두고 있음을 발견했다. 그러나 무엇보다도 그것은 가치 있는 방식으로 시간을 보내고 싶은 욕구에서 비롯된다고 설명하며 그들은 또한 다양한 형태의 미디어가 다양한 방식으로 만족한다는 사실을 발견했다. 여기서 다양한 형태의 미디어를 통해 사람들은 다양한 요구를 충족시킨다고 주장한다. 예를 들어, 영화관에서 영화를 보는 것처럼 특정 형태의 미디어는 탈출구로 사용되지만 뉴스 채널은 그렇지 않을 수 있는 것처럼 말이다.
David Giles는 2000년부터 미디어 심리학 분야에서 출판을 해왔다. 그는 2003년에 미디어 심리학에 관한 책을 썼는데 그의 저서 미디어 심리학(Media Psychology)은 미디어 심리학 분야의 개요, 하위 범주, 이론 및 미디어 심리학 내 발달 문제를 제공한다. 또한 Giles는 심리학을 공부하기 위해 맨체스터 대학교에 입학하기 전에 음악 저널리스트로 경력을 시작했다. 그 후 그는 브리스톨 대학교 에서 공부를 계속하여 박사 학위를 받았고 그 이후로 Giles는 수많은 책, 장, 기사를 출판했으며 유명인과 미디어 인물의 영향력에 초점을 맞춰 심리학과 미디어에 대한 프레젠테이션을 진행했다. 그는 또한 Bolton 대학, Sheffield Hallam 대학, Coventry 대학 및 Lancaster 대학을 포함하여 영국의 여러 대학에서 심리학 교수로 재직했으며 2009년부터는 Giles는 University of Winchester 에서 독자 직책으로 일하고 있다.
Bernard Luskin은 경영학 학위와 UCLA 교육, 심리학 및 기술 박사 학위를 취득한 심리치료사이다. 그는 또한 Luskin International의 창립자이자 CEO이기도 하다다. Luskin은 Orange Coast College, Jones International University, Touro University Worldwide, Moorpark College 및 Oxnard College를 포함한 많은 대학의 창립 총장이자 CEO였으며 그는 또한 1977년 경제학 입문: 성과 기반 학습 가이드, 2022년 글로벌 학습에 대한 네트워크 캐스팅: 인력 및 온라인 심리학의 새로운 발전과 같은 제목을 출판하면서 작가로서 성공했다.
Pamela Rutledge는 캘리포니아주 뉴포트 비치에 있는 미디어 심리학 연구 센터 의 소장이자 필딩 대학원 미디어 심리학 프로그램의 교수진이다. 그녀는 마케팅 및 브랜드 전략, 트랜스미디어 스토리텔링 및 청중 참여에 미디어 심리학을 적용한 것으로 잘 알려져 있으며 Rutledge에 따르면 미디어 심리학에 대한 구체적인 합의나 진로는 없지만 기회는 많이 있다고 주장했다.

## 미디어 심리학과 기술
미디어 심리학은 모든 형태의 미디어 기술을 다루는 모든 연구와 응용을 포함한다. 미디어 심리학은 라디오, 텔레비전, 신문용지, 잡지, 음악, 영화, 비디오 등 널리 퍼져 있는 관습 및 대중 매체 로 구성되는데 이는 소셜 미디어, 모바일 미디어 및 인터페이스 디자인 을 포함한 새로운 기술 과 응용 프로그램을 갖춘 예술로 구성을 말한다. 또한 미디어 심리학을 통해 우리는 사람들이 미디어 플랫폼에서 미디어 기술을 어떻게 생각하고, 사용하고, 디자인하는지에 대한 더 나은 새로운 궤도를 만들 수 있다. 이는 기술이 인간의 목표를 어떻게 촉진했는지 식별하는 데 도움이 되는 도구를 제공하는 데 도움이 되며 또한 미디어가 부적절해지는 방식과 성능 변화의 부주의한 결과를 분석하여 더 나은 애플리케이션과 더 나쁜 애플리케이션을 결정하게 된다.
이러한 개선으로 인해 미디어 연구의 미디어 심리학이 이루어졌다고 말해도 과언이 아니다. 실제로 사람들과 사회학, 의사 소통의 향상은 다양한 방식으로 다양한 기술 출현에 다양한 영향을 가능하게 했기 때문이다. 실제로 미디어 심리학은 주어진 미디어 중심의 탐구 중심에서 기본적인 인간 중심으로 일반적인 초점의 이동을 유도하여 미디어 심리학 전 분야에서 커뮤니케이션의 향상을 가져오며, 마케팅 및 홍보의 사용은 고객 조사 및 미디어 심리학이 다른 마케팅 및 홍보 부문과 함께 진행되지 않는 다양한 목표를 제시함으로써 전체 미디어 심리학 분석에 엄청난 도움을 주었다. 특히 기술의 사용은 글로벌 연결의 개선을 가능하게 하여 전통적인 활동을 제한하고, 이는 미디어 부문의 향상된 발전으로 이어졌으며 미디어의 발전은 필요한 플랫폼에 대한 판단, 생산, 분석 배포가 가능한 보다 유익한 플랫폼으로 이어졌다.

## 같이 보기
- 사이버심리학
- 미디어 효과
- 중재